# (357546) Edwardhalbach
(357546) Edwardhalbach est un astéroïde de la ceinture principale.

## Description
(357546) Edwardhalbach est un astéroïde de la ceinture principale. Il fut découvert le 15 septembre 2004 à Sonoita par Walter R. Cooney, Jr. et John Gross. Il présente une orbite caractérisée par un demi-grand axe de 3,05 UA, une excentricité de 0,09 et une inclinaison de 10,0° par rapport à l'écliptique.

## Compléments